# RS-415
Pour les articles homonymes, voir Route 415.
La RS 415 est une route locale de la mésorégion métropolitaine de Porto Alegre, dans l'État du Rio Grande do Sul, qui relie la municipalité de Tupandi à la RS-122, sur le territoire de la commune de Bom Princípio. Elle dessert ces deux seules communes, et est longue de 10 km.